# 398 Admete
A 398 Admete (ideiglenes jelöléssel 1894 BN) a Naprendszer kisbolygóövében található aszteroida. Auguste Charlois fedezte fel 1894. december 28-án.